# Ed Kirkeby
Wallace Theodore 'Ed' Kirkeby (New York, 10 oktober 1891 – Mineola (New York), 12 juni 1978) was een Amerikaanse orkestleider en muziekmanager.

## Biografie
Kirkeby was vanaf 1916 vertegenwoordiger en vanaf 1917 producent voor jazz bij Columbia Records en was manager van The California Ramblers, bij wiens formatie hij in 1920 betrokken was. In 1926 begon hij ook als zanger op te treden op hun opnamen en leidde hij opnamen met Ramblers-muzikanten onder het pseudoniem Ted Wallace. Zijn bands hadden verschillende namen op de opnamen zoals Five Birmingham Babies, The Varsity Eight, Ted Wallace and His Campus Boys, The Goofus Five, The Little Ramblers, The Vagabonds. Hij gebruikte pseudoniemen als Ted Wallace, Ed Kirkeby Wallace en Eddie Lloyd. Van 1930 tot 1932 leidde hij talloze studiosessies voor ARC.
Hij leidde ook de Pickens Sisters in de jaren 1930 en werkte vanaf 1935 voor RCA Victor, waarvoor hij de California Ramblers opnieuw uitbracht en opnam als Ted Wallace, en met NBC vanaf 1938 (als boekingsagent voor bands). Van 1938 tot aan zijn dood in 1943 was hij zaakwaarnemer van Fats Waller, voor wie hij ook een archief bouwde dat naar het jazzarchief van de Rutgers University ging. Hij bleef tot 1977 actief als manager (waaronder van Pat Flowers en de Deep River Boys). Hij schreef de biografie Ain't Misbehavin van Fats Waller  (New York 1966 en met Da Capo 1976).

## Overlijden
Ed Kirkeby overleed in juni 1978 op 86-jarige leeftijd.
- Bibliothèque nationale de France: cb13800697t (data)
- Gemeinsame Normdatei: 1153643162
- International Standard Name Identifier: 0000 0000 8398 501X
- Library of Congress Control Number: no98005755
- MusicBrainz: 1b927fc9-3b51-4332-b0e9-fb78549e42b9
- Nationale Bibliotheek van Israël: 987007332395305171
- Nederlandse Thesaurus van Auteursnamen: 072403500
- Système universitaire de documentation: 144391732
- Virtual International Authority File: 85937938
- WorldCat: E39PBJcgvBTRxtB9vxP7Xmkbh3